# Carl Ritter
Carl Ritter, auch Karl Ritter, (* 7. August 1779 in Quedlinburg; † 28. September 1859 in Berlin) gilt neben Alexander von Humboldt als Begründer der wissenschaftlichen Geographie.

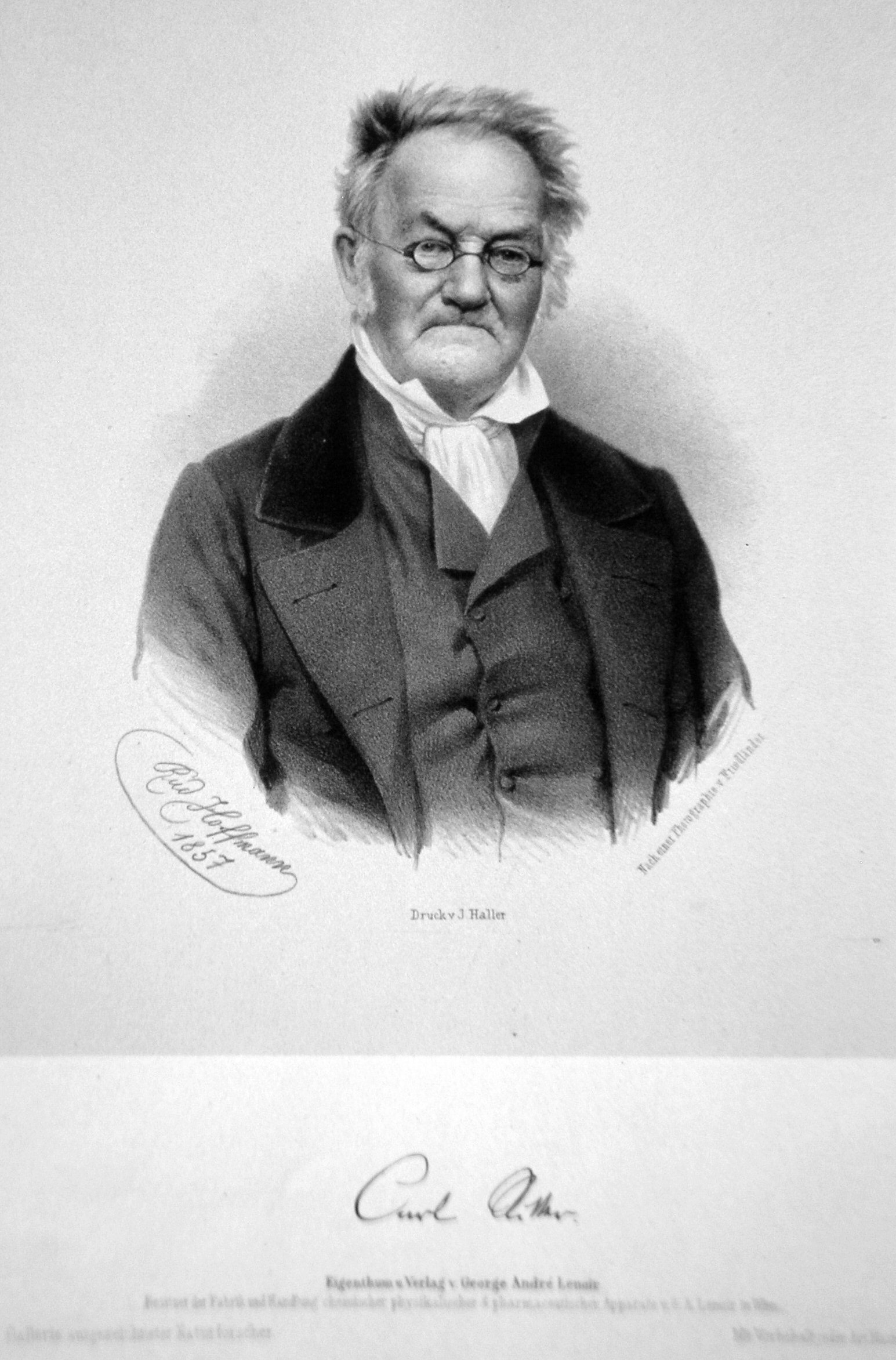
Carl Ritter, Lithographie von Rudolf Hoffmann, 1858

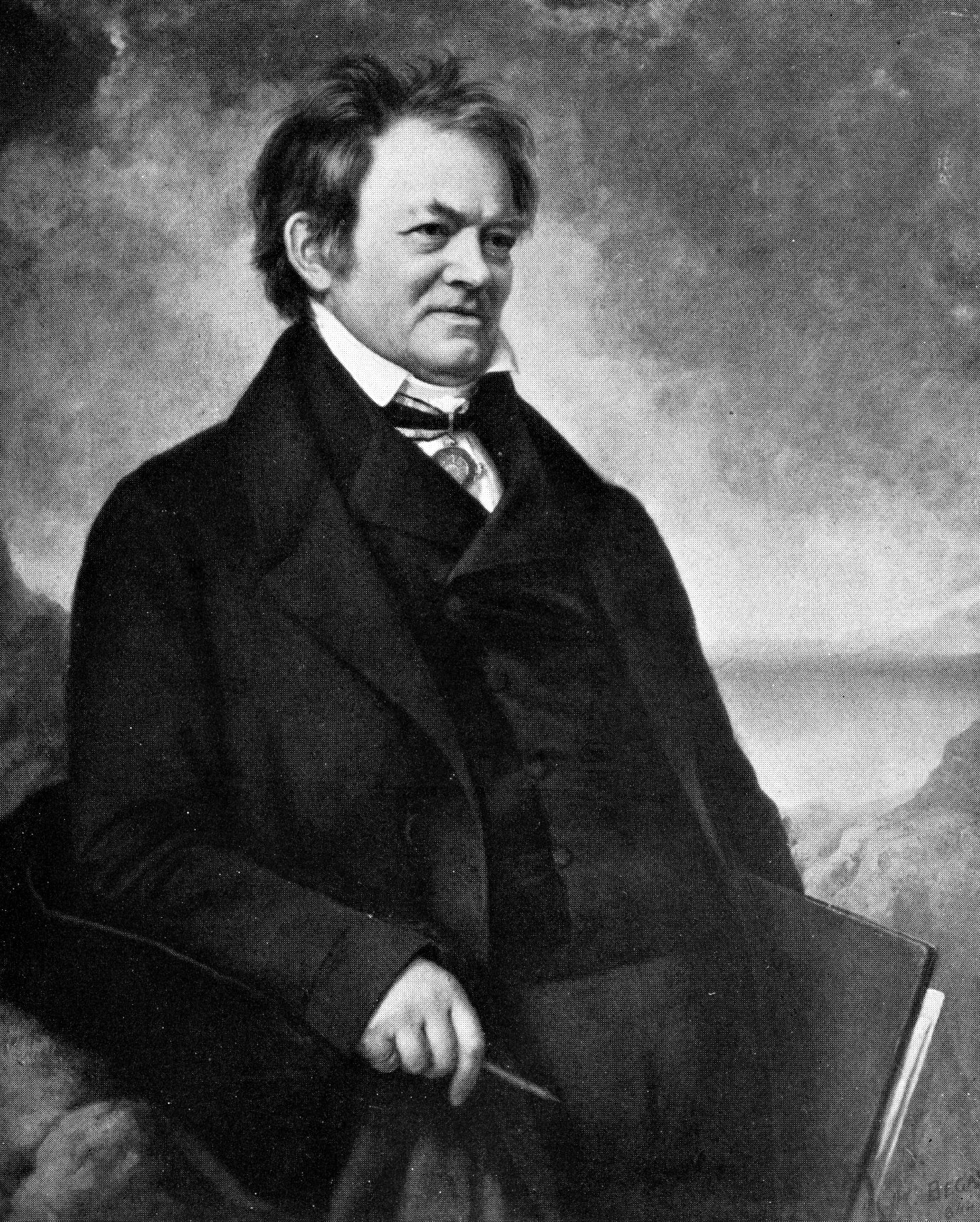
Carl Ritter, 1844

## Leben

### Herkunft
Carl Ritter wurde 1779 im heute nicht mehr bestehenden Haus Steinbrücke 15 in Quedlinburg geboren. Er war ab 1785 Schüler von Johann Christoph Friedrich GutsMuths in Schnepfenthal an der Salzmannschule Schnepfenthal. 1795 traf er den Frankfurter Kaufmann Johann Jakob Bethmann-Hollweg, der ihm ein Universitätsstudium an der Universität Halle ermöglichte und ihn 1798 nach Frankfurt am Main als Hauslehrer für seine Kinder holte.

### Studium
Ritter besuchte zeitweise mit seinen Schülern zusammen das Frankfurter Gymnasium, um seine Kenntnisse in Latein und Griechisch zu vervollständigen. Gleichzeitig unterrichtete er dort auch Geographie, Geschichte und Naturgeschichte. 1810 bis 1812 lebte er mit seinen Zöglingen in Genf. Von 1813 bis 1818 arbeitete er in Göttingen an seinem wissenschaftlichen Hauptwerk Die Erdkunde im Verhältnis zur Natur und Geschichte des Menschen, oder allgemeine vergleichende Geographie als sichere Grundlage des Studiums und Unterrichts in physikalischen und historischen Wissenschaften. 1819 wurde er für kurze Zeit Professor am Frankfurter Gymnasium als Nachfolger von Friedrich Christoph Schlosser.

### Akademische Laufbahn
1820 wurde er auf den Lehrstuhl für „Erd-, Länder-, Völker- und Staatenkunde“ an der Berliner Universität berufen. Seine Vorlesungen waren sehr beliebt und wurden von gegensätzlichen Persönlichkeiten wie Otto von Bismarck, dem späteren preußischen Kriegsminister Albrecht von Roon, der selbst mehrere Werke über Geografie im Sinne Ritters schrieb, und Karl Marx besucht. In Berlin lernte Ritter im Jahr 1824 den Schweizer Geografen Gerold Meyer von Knonau kennen, mit dem er eine langjährige Brieffreundschaft pflegte. Ritters Forschungsschwerpunkt lag allerdings nicht auf dem Gebiet der physikalischen Geographie, sondern durchaus im Sinne der Romantik auf den Beziehungen zwischen der natürlichen Umwelt einerseits und dem Menschen und seiner Kultur, wobei er sich freilich nicht mystischen Spekulationen hingab, wie sich diese häufig in der zeitgenössischen Naturphilosophie finden. Ritters Ansatz schuf vielmehr langfristig die Grundlage für eine Kulturökologie; freilich noch in einer Art „Kulturklimatologie“, die seit der Antike Zusammenhänge zwischen menschlichen Eigenschaften und Klimazonen herstellte. Überdies befasste sich Ritter sehr stark mit historischer Geographie. Er gehörte zu den Mitbegründern der Gesellschaft für Erdkunde zu Berlin. Er bildete eine Gruppe von Reformern, zu der auch Theodor Freiherr von Liechtenstern und Alexander von Humboldt (1769–1859) gehörten, welche die sich seit der Jahrhundertwende vollziehende Entwicklung der Geographie zu einer modernen Wissenschaft in die Schulen trugen.

### Forschungstätigkeit
Carl Ritter war sehr an der außereuropäischen Welt interessiert, vor allem an Afrika, dem er den ersten Band seines vielbändigen Werkes über Erdkunde (1817, erw. Ausgabe 1822) widmete. Die Beschäftigung mit Afrika ließ ihn zu einem radikalen Gegner der Sklaverei und des Sklavenhandels werden, was ihn mit Alexander von Humboldt verband. Besonderes Augenmerk richtete Ritter auf die Kolonie Liberia, von der er einen zivilisatorischen Impuls für den gesamten Kontinent erwartete. Insofern war Ritter in traditionellen, christlich-abendländischen Denkkategorien verhaftet, aber er war im Gegensatz zu vielen Zeitgenossen nicht von der angeborenen Höherwertigkeit der Weißen überzeugt. Ritter relativiert und lehnt teilweise die in seiner Zeit populäre, calvinistisch geprägte Prädestinationslehre ab. Durch seine empirischen Studien sieht er im international denkenden und handelnden Menschen die Möglichkeit zur Veränderung eines regionalen Zustandes. Die Naturressourcen der einzelnen Regionen, mit denen der Mensch umgehen muss, sind seiner Ansicht nach die „Mitgift“ Gottes. Daher ist der kleine Kontinent Europa „zum (kulturellen) Herrscher über die ganze Welt“ geworden. Aus verschiedenen Gründen förderte Carl Ritter die Afrikaforschung.
Einer seiner bekanntesten Studenten war bis 1844 der nachmalige Afrikaforscher Heinrich Barth, der durch Vermittlung Carl Ritters und der preußischen Gesandtschaft zu London 1849 mit dem Londoner Foreign Office einen Vertrag als Teilnehmer an der Sahara-Sudan-Expedition abschloss. Nach Barths Rückkehr aus Afrika 1855 wurde auf dessen Veranlassung die Carl-Ritter-Stiftung gegründet. Barths Versuch, als außerordentlicher Professor für Geographie an der Universität Berlin das von Ritter vorgegebene kulturhistorische Forschungsparadigma weiterzuführen, scheiterte an der Abwendung der Geographie von historischen Fragestellungen und der Hinwendung zu einer naturwissenschaftlichen Ausrichtung, d. h. zur physikalischen Geographie, wie sie ab ca. 1870 von Georg Gerland und Oscar Ferdinand Peschel erfolgreich propagiert und unter anderem an der Universität Straßburg etabliert wurde.
Ein weiterer Schüler von Carl Ritter, der Bedeutung in der Geschichte der Forschungsreisen erlangte, war der spätere Chinaforscher Ferdinand von Richthofen.
Einer seiner bekanntesten Schüler und begeisterter Unterstützer war der Schweiz-Amerikaner Arnold Henri Guyot. Guyot hörte Vorlesungen von Ritter und Humboldt und wurde 1854 bis zu seinem Ausscheiden 1880 Professor für Physische Geographie am College of New Jersey (der heutigen Princeton University).

### Ehrungen
Ritter war Gründer und wirkliches Mitglied der 1808 in Hanau entstandenen Wetterauischen Gesellschaft für die gesamte Naturkunde 1820 wurde er zum korrespondierenden Mitglied der Göttinger Akademie der Wissenschaften gewählt.
1822 wurde er ordentliches Mitglied der Preußischen Akademie der Wissenschaften und 1842 wurde er mit dem Orden pour le Mérite für Wissenschaft und Künste ausgezeichnet. 1836 wurde er Ehrenmitglied der Russischen Akademie der Wissenschaften in Sankt Petersburg. Die Académie royale des Sciences, des Lettres et des Beaux-Arts de Belgique nahm ihn 1847 als assoziiertes Mitglied und die Bayerische Akademie der Wissenschaften 1848 als auswärtiges Mitglied auf, im selben Jahr ernannte ihn die Österreichische Akademie der Wissenschaften zum Ehrenmitglied. 1849 wurde er in die American Academy of Arts and Sciences und 1855 in die Académie des Inscriptions et belles-lettres gewählt. Von 1850 bis 1851 war er korrespondierendes Mitglied der Königlich Niederländischen Akademie der Wissenschaften. Im Jahre 1853 erhielt er den Bayerischen Maximiliansorden für Wissenschaft und Kunst.
Durch die Gesellschaft für Erdkunde wurde bis in die 1980er Jahre die Carl-Ritter-Medaille verliehen.
In Quedlinburg wurde Carl Ritter 1865 am Eingang zum Brühl ein Denkmal gesetzt. Sein Geburtshaus Steinbrücke 15 wurde um 1955 abgerissen. Ein weiteres Denkmal im Mummental stellt Johann Christoph Friedrich GutsMuths und Carl Ritter als Lehrer und Schüler dar. Das Bildungshaus Carl Ritter trägt seit 1990 seinen Namen.
Das Rittergebirge in China wurde durch seinen Schüler Ferdinand von Richthofen zu seiner Ehre benannt. Ebenfalls seinen Namen tragen der Mondkrater Ritter und der Mount Ritter in Kalifornien.
Im Bismarck-Archipel wurde die später durch einen verheerenden Vulkanausbruch berühmt gewordene Ritter-Insel nach ihm benannt.

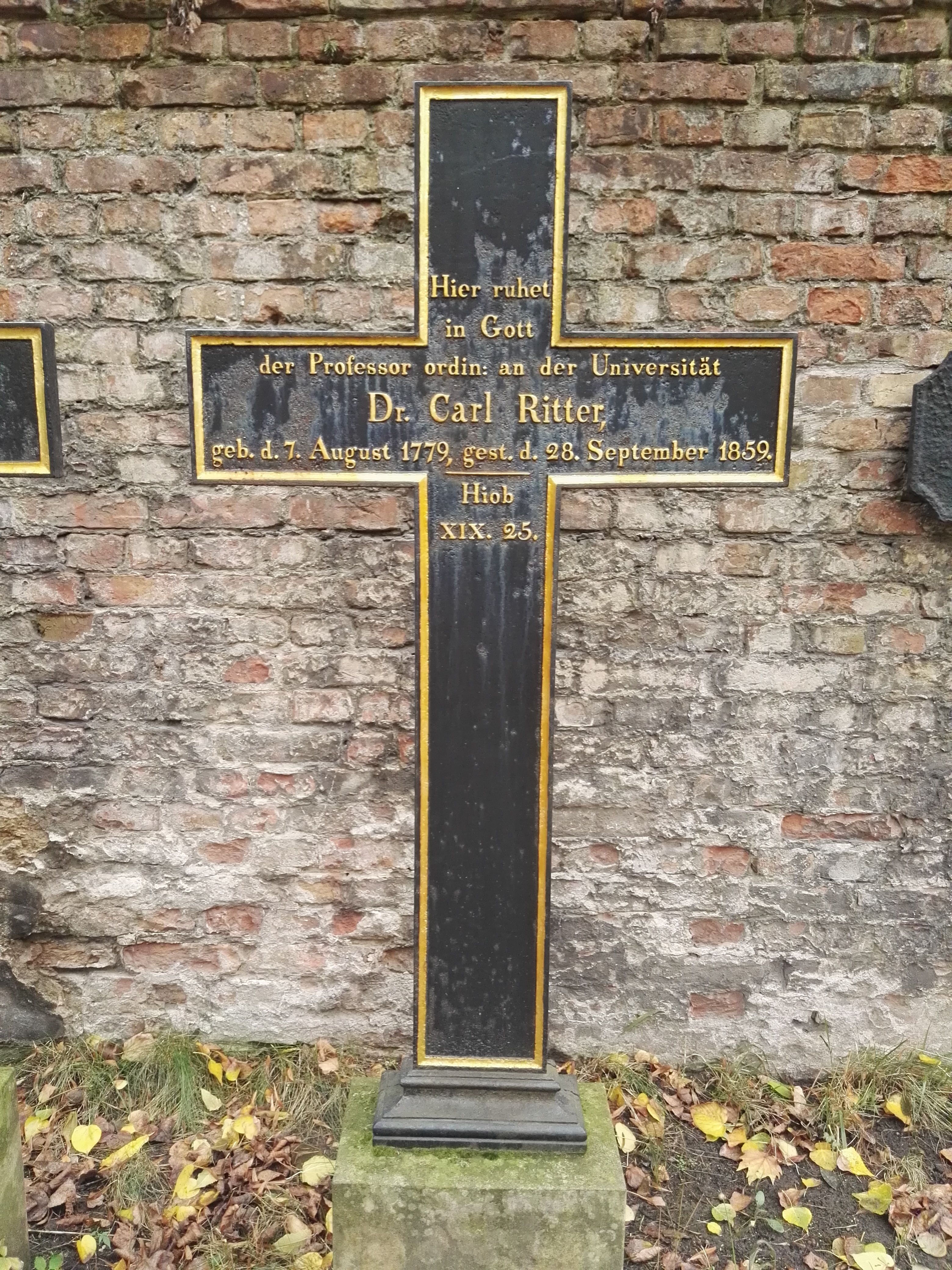
Grabstätte

Sein Grab befindet sich auf dem St.-Marien- und St.-Nikolai-Friedhof I im Berliner Ortsteil Prenzlauer Berg.

## Publikationen (Auswahl)
- Montblanc. Geographisch-historisch-topographische Beschreibung zu K. W. Kummer’s Stereorama oder Relief des Montblanc-Gebirges und dessen nächster Umgebung. Mahler Verlag, Stühlingen 2008. (Neuedition der Ausgabe von 1824. Erstmals mit Abbildungen des Stereorama des Montblanc-Stocks von K. W. Kummer, ISBN 978-3-941212-00-8)
- Geographisch-historisch-topographische Beschreibung zu K. W. Kummer’s Stereorama oder Relief des Montblanc-Gebirges und dessen nächster Umgebung. Karl Wilhelm Kummer, Berlin 1824, Digitalisat
- Einleitung zur allgemeinen vergleichenden Geographie, und Abhandlungen zur Begründung einer mehr wissenschaftlichen Behandlung der Erdkunde. Reimer, Berlin 1852, urn:nbn:de:s2w-9579.
- Allgemeine Erdkunde. Vorlesungen an der Universität zu Berlin gehalten. Reimer, Berlin 1862, urn:nbn:de:s2w-11826.